# Residència Mare Janer
La Residència Mare Janer és una obra amb elements romànics i barrocs de Cervera (Segarra) inclosa a l'Inventari del Patrimoni Arquitectònic de Catalunya.

## Descripció
Edifici amb façana amb dos estils arquitectònics diferenciats, una part de romànic avançat i una altra d'estil neoclàssic. La banda dreta és feta de carreus regulars i la portada principal és d'arc de mig punt dovellat. La banda esquerra és de pedra arrebossada i la portada principal presenta una llinda amb columnes adossades a les dues bandes, entaulament i frontó. Tot el conjunt arquitectònic és rematat per una cornisa ressaltant suportada per mènsules molt erosionades.
Lauda sepulcral del Rdo Simons Vicens, fundador de la casa dels Pares Jesuïtes, és representat en alt relleu amb l'hàbit característic dels Jesuïtes. El cap és cobert amb el capell litúrgic, amb una borla a la part central. Present les mans creuades i les dues parts de l'hàbit mostrant plecs estriats que conflueixen a la banda alta de la figura.

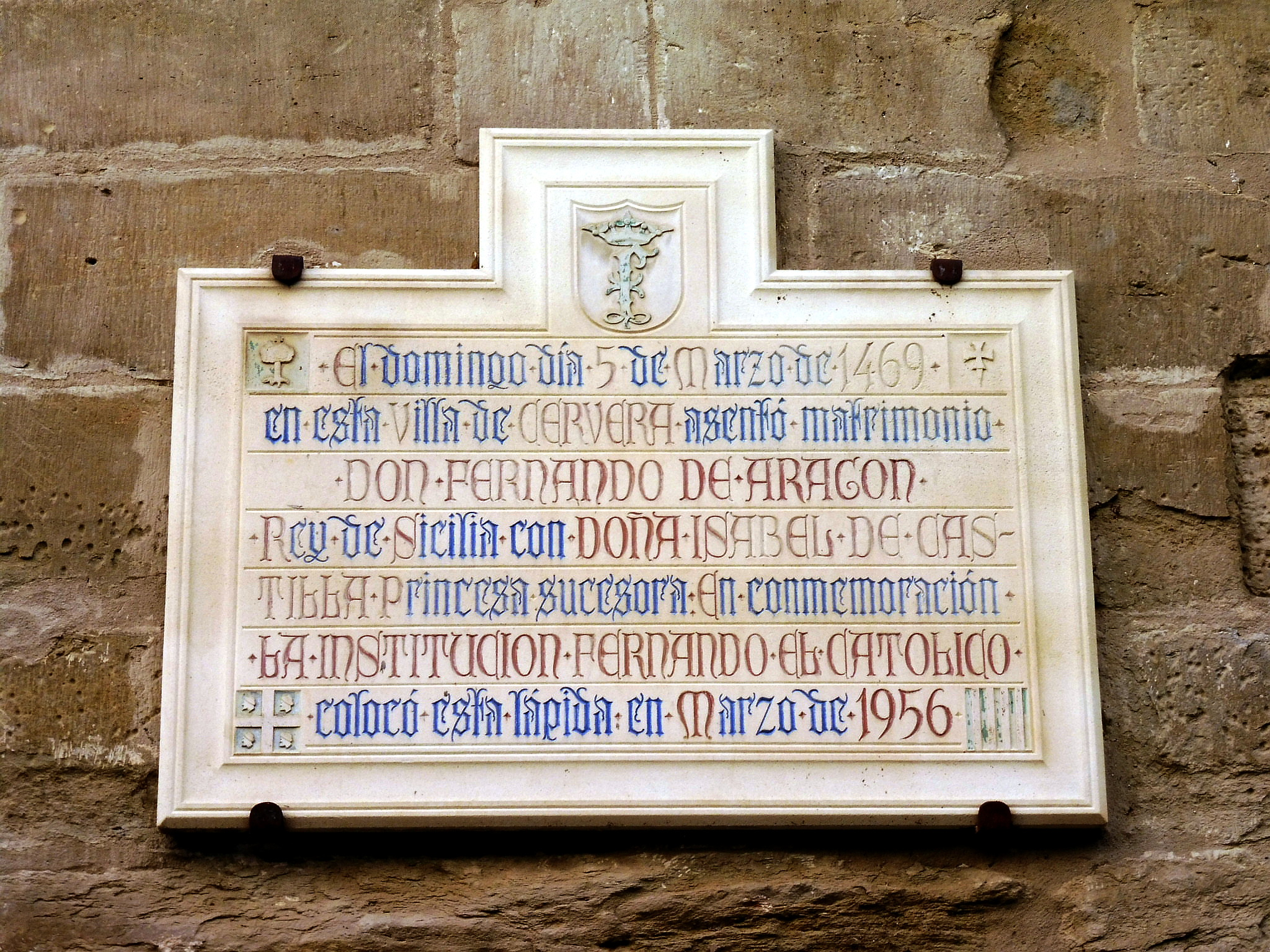
Placa commemorativa

A l'interior de la capella de la residència trobem un retaule del segle xviii dedicat al Santíssim Sagrament.

## Història
En aquest lloc, l'any 1359, durant el regnat de Pere el Cerimoniós se celebren les corts Catalanes que instituïren la Generalitat de Catalunya. El 5 de març de 1469, Ferran d'Aragó va contraure matrimoni amb Isabel de Castella.
Aquest edifici fou propietat de Francesc Sant Martí, que el donà a la Companyia de Jesús. Els pares jesuïtes, en rebre l'any 1690 l'herència de Pau Aguilés hi edificaren un gran casal per a residència amb una nova Església que prengué el nom de la Companyia, a la qual P. Ferrussola afegí una capella lateral dedicada a la Puríssima. Poc després, el 1767, foren expulsats els jesuïtes i el rei Carles III donà l'edifici a la Universitat perquè hi fos instal·lat el "Col·legi dels vuitanta" que fou inaugurat l'any 1772 amb el nom de col·legi de Sant Carles i subsistí fins a l'extinció de la Universitat. Actualment és casa de la caritat o Residència de la Mare Janer.
L'església actualment funciona com a auditori municipal.